# Consingis
Consingis Simon, 1900 è un genere di ragni appartenente alla famiglia Salticidae.

## Distribuzione
L'unica specie oggi nota di questo genere è stata rinvenuta nel Brasile e nell'Argentina.

## Tassonomia
A giugno 2011, si compone di 1 specie:
- Consingis semicana Simon, 1900[2] — Brasile, Argentina